# Herpyllus iguala
Espèce
Herpyllus iguala est une espèce d'araignées aranéomorphes de la famille des Gnaphosidae.

## Distribution
Cette espèce est endémique du Mexique.  Elle se rencontre au Guerrero, au Jalisco, au Morelos, au Tamaulipas et au Veracruz.

## Description
Le mâle holotype mesure 5,02 mm et les femelles de 4,57 à 8,75 mm.

## Étymologie
Son nom d'espèce lui a été donné en référence au lieu de sa découverte, Iguala.

## Publication originale
- Platnick & Shadab, 1977 : A revision of the spider genera Herpyllus and Scotophaeus (Araneae, Gnaphosidae) in North America. Bulletin of the American Museum of Natural History, no 159, p. 1-44 (texte intégral).